# Orkanen Erika
Orkanen Erika var en tropisk cyklon som drabbade nordostligaste Mexiko nära gränsen mellan Texas och Tamaulipas i mitten av augusti under 2003 års atlantiska orkansäsong. Erika var den åttonde tropiska cyklonen, femte tropiska stormen och tredje orkanen för säsongen. Inledningsvis betecknade NHC (National Hurricane Center, nationella orkancentret) den inte som en orkan eftersom tidiga data indikerade att Erika skulle ha en vindstyrka 115 kilometer per timme som mest. Det var inte förrän senare data analyserades som NHC reviderade den till en kategori 1-orkan på Saffir-Simpson-skalan. Stormen utvecklades från ett icke-tropiskt lågtrycksområde som prognostiserades fem dagar innan det bildades i östra delen av Mexikanska golfen den 14 augusti. Under påverkan från en ett högtryckssystem förflyttade sig Erika raskt västerut och förstärktes under gynnsamma förhållanden. Den kom in över land såsom en orkan på nordvästra Mexikos kust den 16 augusti och försvann hastigt in över fastlandet.

Erika på den 15 augusti 2003